# Hampapura, Shrirangapattana
Hampapura là một làng thuộc tehsil Shrirangapattana, huyện Mandya, bang Karnataka, Ấn Độ.